# UFC Fight Night: Cejudo vs. Dillashaw
UFC Fight Night: Cejudo vs. Dillashaw (también conocido como UFC Fight Night on ESPN+ 1 o UFC Fight Night 143) fue un evento de artes marciales mixtas producido por Ultimate Fighting Championship que tuvo lugar el 19 de enero de 2019 en Barclays Center en Brooklyn, Nueva York.

## Historia
El evento marcó el debut del contrato de cinco años de la promoción con ESPN (solo en USA) y el primero que se emitió en la plataforma de transmisión digital ESPN +.
El evento fue encabezado por una pelea por el Campeonato de Peso Mosca de UFC entre el medallista de oro olímpico en 2008 en lucha libre y actual campeón Henry Cejudo y el actual dos veces campeón de peso gallo de UFC T.J. Dillashaw. Si Dillashaw logra la victoria, se convertirá en el tercer hombre en ser campeón en dos divisiones simultáneamente y el cuarto peleador en general (después de Conor McGregor en UFC 205, Daniel Cormier en UFC 226 y Amanda Nunes en UFC 232). Esta será la quinta vez en la historia de UFC que los campeones de diferentes divisiones pelean por el mismo título, después de UFC 94, UFC 205, UFC 226 y UFC 232. Según informes, se espera que la promoción disuelva la división de peso mosca en algún momento del 2019. Inicialmente, se esperaba que el combate se realizara en UFC 233, pero el 5 de diciembre la pelea fue trasladada a este evento.
Una pelea de peso mosca entre Rachael Ostovich y Paige VanZant fue originalmente cancelada el 20 de noviembre luego de que Ostovich fuera agredida por su esposo, dejando como resultado un hueso orbital roto. Sin embargo, luego de escuchar una segunda opinión de un médico, Ostovich obtuvo luz verde para pelear. Después de anunciar que el exjugador de la NFL Greg Hardy haría su debut en UFC en este evento, la decisión de ponerlo en la misma cartelera con Ostovich generó reacciones negativas, ya que Hardy fue declarado culpable de agredir a su exnovia y fue sentenciado a 18 meses de libertad condicional, además de ser suspendido 10 juegos por la NFL. Los cargos y la suspensión fueron retirados poco después, luego que la víctima no se presentara ante el tribunal a testificar, pero el arresto y juicio de Hardy fueron centro de controversia. El presidente de UFC Dana White declaró que Ostovich estaba "de acuerdo" con tener a Hardy en la misma cartelera que ella.
Una pelea de peso mosca entre la campeona de peso mosca de KSW Ariane Lipski y la recién llegada Joanne Calderwood fue inicialmente programada para UFC 233. Sin embargo, el 2 de diciembre se informó que la pelea había sido reprogramada para este evento.
Como resultado de la cancelación de UFC 233, se vinculó a este evento una pelea de peso mosca entre Joseph Benavidez y Deiveson Figueiredo. Sin embargo, al día siguiente, la promoción aclaró los planes, los cuales indicaban que el combate estaba cancelado y que Benavidez serviría de reemplazo para la pelea principal en el caso de que Cejudo o Dillashaw no pudieran pelear en el evento. Más tarde se anunció que, a pesar de seguir siendo una reserva, Benavidez se enfrentaría a Dustin Ortiz en una revancha de su victoria por decisión unánime en UFC Fight Night: Edgar vs. Swanson en noviembre de 2014.
Se esperaba que Thomas Almeida y Cory Sandhagen se enfrentaran en el evento. Sin embargo, el 22 de diciembre, se anunció que Sandhagen se enfrentaría a John Lineker en el evento. El 10 de enero de 2019, Lineker se vio obligado a retirarse de su combate debido a una lesión en las costillas. Fue reemplazado por el recién llegado Mario Bautista.
Se esperaba que Glover Teixeira se enfrentara a Ion Cutelaba en este evento. Sin embargo, el 10 de enero de 2019, Cutelaba se retiró de la pelea debido a una lesión. Actualmente, la promoción está buscando un rival para Teixeira. Cutelaba fue reemplazado por Karl Roberson.
Randy Brown enfrentaría a Chance Rencountre pero se retiró una semana antes del evento. Dwight Grant fue anunciado como su reemplazo, pero luego fue reportado que no estaba apto para pelear por unos problemas en el ojo. El recién llegado Kyle Stewart fue anunciado como el nuevo contrincante de Rencountre.

## Resultados
1. ↑  Por el Campeonato de Peso Mosca de UFC

## Bonificaciones
Los siguientes peleadores recibieron $50,000 en bonos:
- Pelea de la Noche: Donald Cerrone vs. Alexander Hernandez
- Actuación de la Noche: Henry Cejudo y Donald Cerrone